# Laura Maiztegui
Laura Maiztegui, född den 21 september 1978, är en argentinsk landhockeyspelare.
Hon tog OS-silver i damernas landhockeyturnering i samband med de olympiska landhockeytävlingarna 2000 i Sydney.